# Akram Nakach
Akram Nakach (em árabe: أكرم نقاش; Casablanca, 7 de abril de 2002) é um futebolista marroquino que atua como lateral-esquerdo. Atualmente joga pelo AS FAR.

## Carreira nos clubes
Nakach ingressou no centro de treinamento da Academia de Futebol Mohammed VI ainda jovem, onde também recebeu sua educação.
Em 1 de setembro de 2021, Nakach assinou seu primeiro contrato profissional ao ingressar no Union de Touarga por três temporadas. Ele jogou sua primeira temporada no Botola 2 e foi coroado vice-campeão em sua primeira temporada. Em 2 de setembro de 2022, ele jogou sua primeira partida no Botola Pro contra o DHJ , entrando no minuto 81 no lugar de Omar Namsaoui (derrota, 1–0). Em 2 de outubro, ele recebeu sua primeira partida no Botola Pro contra o MA Tétouan (empate, 1-1). Cinco dias depois, em 7 de outubro, ele deu a vitória ao seu time ao marcar o único gol da partida contra o SCC Mohammédia graças a uma assistência de Éric Mbangossoum (vitória, 1–0). Seu clube terminou a temporada 2022–23 em oitavo lugar na classificação do campeonato.
Em 5 de julho de 2024, Nakach se juntou à AS FAR em um contrato de quatro anos.

## Carreira internacional
Nakach recebeu pela primeira vez uma convocação para a seleção marroquina sub-17 em 2018 do técnico Jamal Sellami para participar do Campeonato da UNAF classificando-se para o Torneio UNAF sub-17 . Enfrentando a Argélia sub-17 (vitória, 5–2), a Tunísia sub-17 (vitória, 1–0) e a Líbia sub-17 (vitória, 1–0), os marroquinos venceram o torneio graças a três vitórias em três partidas. Contra a Tunísia, Nakach marcou o único gol da partida. Em abril de 2019, Nakach foi oficialmente selecionado para participar da Copa das Nações Africanas na Tanzânia. Os marroquinos foram eliminados na primeira rodada, terminando em quarto e último lugar na classificação de seu grupo composto por Camarões sub-17 (derrota, 2–1), Guiné sub-17 (derrota, 1–0) e Senegal sub-17 (empate, 1-1).
Em 9 de junho de 2023, Nakach estava na lista final de Issame Charaï para participar da Copa Africana Sub-23 que aconteceu no Marrocos. Ele fez seus primeiros minutos em duas partidas amistosas de preparação contra a Mauritânia (vitória, 4–1) e Zâmbia (vitória, 4–2), em 15 e 19 de junho, respectivamente. As partidas da fase de grupos aconteceram no final de junho contra Guiné , Gana e Congo no Estádio Príncipe Moulay Abdellah em Rabat . No banco para a partida de abertura contra a Guiné (vitória, 2–1), Nakach esteve ausente da ficha de jogo durante a segunda partida contra Gana no lugar de Oussama El Azzouzi . Marrocos validou assim sua passagem para as semifinais da competição após uma vitória de 5–1. Na semifinal contra o Mali , ele esteve ausente da súmula, enquanto os marroquinos conseguiram vencer a partida nos pênaltis após um empate de 2 a 2. Os marroquinos então se classificaram automaticamente para as Olimpíadas de Verão de 2024 em Paris e para a final do CAN contra o Egito . A final foi vencida pelo Marrocos na prorrogação contra o Egito graças a um gol de Oussama Targhalline (vitória, 2–1).
Selecionado em setembro de 2023, Nakach entrou em campo em um amistoso em 7 de setembro contra o Brasil em Fez (vitória por 1–0). Um segundo amistoso agendado para 11 de setembro na mesma cidade foi cancelado pela Real Federação Marroquina de Futebol após o terremoto no Marrocos .
Em 4 de julho de 2024, Nakach foi selecionado por Tarik Sektioui em uma lista de 22 jogadores do Marrocos para participar dos Jogos Olímpicos de 2024.

## Títulos
Marrocos sub-23
- Jogos Olímpicos: 2024 (medalha de bronze)